# Рибейру, Жуан Убалду
Жуан Убалду Рибейру (порт. João Ubaldo Osório Pimentel Ribeiro; 23 января 1941, Итапарика  – 18 июля 2014, Рио-де-Жанейро) — бразильский писатель, сценарист, автор книг для детей, университетский преподаватель.

## Биография
Родился 23 января 1941 года в городке Итапарика первым из троих детей в семье крупного адвоката, университетского профессора права Мануэла Рибейру и его жены Марии Фелипы Озориу Пиментел. Через два месяца после рождения сына семья перебралась из крохотного городка в крупный город Аракажу, столицу штата, где и прошло детство будущего писателя. В 1955 году Жуан поступил в колледж в Салвадоре, столице провинции Баия, его однокашником был будущий знаменитый кинорежиссёр Глаубер Роша. В 1957 году начал заниматься журналистикой. В 1958-м поступил на юридический факультет Университета штата Баия. Начал публиковать прозу в газетах и журналах. В 1963 году написал первый роман (опубликован в 1968 году). В 1964 году переехал в США, работал над магистерской диссертацией в университете Южной Калифорнии. Возвратившись на родину в 1965 году, в течение шести лет преподавал политические науки в университете Баии. Затем вернулся к журналистике и литературному творчеству. С 1981 года жил и работал в Португалии, в 1990—1991 годах был стипендиатом DAAD в Германии, в 1996 году возглавил кафедру доцентуры по поэтике в Тюбингенском университете.
Был трижды женат, имел от двух браков четырёх детей.
Скончался  18 июля 2014 года в Рио-де-Жанейро от лёгочной тромбоэмболии на 74-м году жизни.

## Публикации

### Романы
- Бессмысленный сентябрь/ Setembro não tem sentido (1968)
- Сержант Жетулиу/ Sargento Getúlio (1971, премия Жабути, экранизирован в 1983)
- Vila Real (1979)
- Да здравствует бразильский народ!/ Viva o povo brasileiro (1984, премия Жабути)
- Улыбка ящерицы/ O sorriso do lagarto (1989, телесериал - 1991)
- Колдовство Павлиньего острова/ O feitiço da Ilha do Pavão (1997)
- Дом счастливых Будд/ A casa dos Budas ditosos (1999)
- Miséria e grandeza do amor de Benedita (2000, первая виртуальная книга в Бразилии)
- Дневник маяка/ Diário do Farol (2002)
- Синий альбатрос/ O Albatroz Azul (2009)

### Рассказы
- Vencecavalo e o outro povo (1974)
- Livro de histórias (1981, переизд. 1991)

### Эссе
- Política: quem manda, por que manda, como manda  (1981)

### Сборники журнальных статей
- Каждое воскресенье/ Sempre aos domingos (1988)
- Бразилец в Берлине/ Um brasileiro em Berlim (1995)
- Arte e ciência de roubar galinhas (1999)
- O Conselheiro Come (2000)

### Переводы на русский язык
- Сержант Жетулиу// Современная бразильская повесть. 70-80-е годы. М.: Радуга, 1989, с.115-226

## Признание
Дважды лауреат премии Жабути. Член Бразильской академии литературы (1994). Лауреат премии Анны Зегерс (1994). Премия Камоэнса (2008).